# Band Hero
Band Hero é uma expansão da série de jogos musicais Guitar Hero sendo lançada no dia 3 de novembro de 2009 pela produtura Activision, tendo versões para os consoles PlayStation 2 e 3, Xbox 360, Wii e Nintendo DS. Os comandos do jogo são similares aos do Guitar Hero que também e compatível com toda a banda (guitarra, baixo, bateria e vocais) incluindo entrar, sair ou trocar de dificuldade no meio da música, e assim jogadores adicionais como Guitar Hero 5.

## Modo de jogo
O jogo segue os mesmo comandos do Guitar Hero 5, incluindo o modo drop-in/drop (entrar, sair ou trocar de difilcudade no meio da música, e assim jogadores adicionais como Guitar Hero 5) e o modo Rockfest. Taylor Swift, Adam Levine da banda Maroon 5 e a os membros do No Doubt, estão presentes no jogo em forma de avatares. O jogo suporta até 4 instrumentos do modo como os jogadores preferirem, podendo assim fazer um mega karaoke em casa com 4 pessoas cantando.

## Trilha sonora

### Consoles
Band Hero para consoles contém 65 músicas.O jogo também permite que o conteúdo para download do Guitar Hero World Tour possa ser usado com Band Hero. E ainda, 61 das 65 canções de Band Hero podem ser exportadas para uso em Guitar Hero 5.
| Ano  | Título da música                   | Artista                               | Exportável |
| ---- | ---------------------------------- | ------------------------------------- | ---------- |
| 2005 | "A Million Ways"                   | OK Go                                 | Sim        |
| 1970 | "ABC"                              | The Jackson 5                         | Sim        |
| 1971 | "American Pie"                     | Don McLean                            | Sim        |
| 1996 | "Angels of the Silences"           | Counting Crows                        | Sim        |
| 1981 | "Bad Reputation"                   | Joan Jett                             | Sim        |
| 2009 | "Back Again"                       | Parachute                             | Sim        |
| 2004 | "Beautiful Soul"                   | Jesse McCartney                       | Não        |
| 2007 | "Believe"                          | The Bravery                           | Sim        |
| 1990 | "Black Cat"                        | Janet Jackson                         | Sim        |
| 2005 | "Black Horse and the Cherry Tree"  | KT Tunstall                           | Sim        |
| 2003 | "Bring Me to Life"                 | Evanescence                           | Sim        |
| 2005 | "Dirty Little Secret"              | The All-American Rejects              | Sim        |
| 1982 | "Do You Really Want to Hurt Me"    | Culture Club                          | Sim        |
| 1995 | "Don't Speak"                      | No Doubt                              | Sim        |
| 1988 | "Every Rose Has Its Thorn"         | Poison                                | Sim        |
| 2008 | "Fascination"                      | Alphabeat                             | Sim        |
| 2008 | "Gasoline"                         | The Airborne Toxic Event              | Sim        |
| 2003 | "Hands Down"                       | Dashboard Confessional                | Sim        |
| 2007 | "Hang Me Up to Dry"                | Cold War Kids                         | Sim        |
| 1967 | "Happy Together"                   | The Turtles                           | Sim        |
| 1969 | "Honky Tonk Women"                 | The Rolling Stones                    | Sim        |
| 1968 | "I Heard It Through the Grapevine" | Marvin Gaye                           | Sim        |
| 1979 | "I Want You to Want Me" (Ao vivo)  | Cheap Trick                           | Sim        |
| 1996 | "If You Could Only See"            | Tonic                                 | Sim        |
| 1983 | "In a Big Country"                 | Big Country                           | Sim        |
| 1995 | "Just a Girl"                      | No Doubt                              | Sim        |
| 2000 | "Kids"                             | Robbie Williams e Kylie Minogue       | Sim        |
| 1974 | "Kung Fu Fighting"                 | Carl Douglas                          | Sim        |
| 2008 | "L.E.S. Artistes"                  | Santigold                             | Sim        |
| 1983 | "Let's Dance"                      | David Bowie                           | Sim        |
| 2009 | "Lifeline"                         | Papa Roach                            | Sim        |
| 2007 | "Like Whoa"                        | Aly & AJ                              | Não        |
| 2006 | "Lips of an Angel"                 | Hinder                                | Sim        |
| 1983 | "Love is a Battlefield"            | Pat Benatar                           | Sim        |
| 2008 | "Love Story"                       | Taylor Swift                          | Sim        |
| 1983 | "Mr. Roboto"                       | Styx                                  | Não        |
| 2006 | "Naïve"                            | The Kooks                             | Sim        |
| 2003 | "Ocean Avenue"                     | Yellowcard                            | Sim        |
| 1964 | "Oh, Pretty Woman"                 | Roy Orbison                           | Sim        |
| 1981 | "Our Lips Are Sealed"              | The Go-Go's                           | Sim        |
| 2007 | "Paralyzer"                        | Finger Eleven                         | Sim        |
| 2006 | "Picture to Burn"                  | Taylor Swift                          | Sim        |
| 2007 | "Pictures of You"                  | The Last Goodnight                    | Sim        |
| 2006 | "Put Your Records On"              | Corinne Bailey Rae                    | Sim        |
| 1982 | "Rio"                              | Duran Duran                           | Sim        |
| 2002 | "Rock Star"                        | N.E.R.D.                              | Sim        |
| 1995 | Santa Monica                       | Everclear                             | Sim        |
| 2004 | "She Will Be Loved"                | Maroon 5                              | Sim        |
| 2003 | "So Yesterday"                     | Hilary Duff                           | Não        |
| 1999 | "Steal My Kisses"                  | Ben Harper and the Innocent Criminals | Sim        |
| 2005 | "Sugar, We're Goin Down"           | Fall Out Boy                          | Sim        |
| 1999 | "Take a Picture"                   | Filter                                | Sim        |
| 2008 | "Take Back the City"               | Snow Patrol                           | Sim        |
| 2006 | "Take What You Take"               | Lily Allen                            | Sim        |
| 2006 | "The Adventure"                    | Angels & Airwaves                     | Sim        |
| 1997 | "The Impression That I Get"        | The Mighty Mighty Bosstones           | Sim        |
| 2001 | "Turn Off the Light"               | Nelly Furtado                         | Sim        |
| 1985 | "Walking on Sunshine"              | Katrina and the Waves                 | Sim        |
| 1996 | "Wannabe"                          | Spice Girls                           | Sim        |
| 2008 | "Warwick Avenue"                   | Duffy                                 | Sim        |
| 2002 | "When I'm Gone"                    | 3 Doors Down                          | Sim        |
| 1980 | "Whip It"                          | Devo                                  | Sim        |
| 1978 | "Y.M.C.A."                         | Village People                        | Sim        |
| 2008 | "You Belong With Me"               | Taylor Swift                          | Sim        |
| 2004 | "You Had Me"                       | Joss Stone                            | Sim        |

### Nintendo DS
A versão para Nintendo DS de Band Hero possui trinta canções do mesmo gênero da trilha-sonora dos consoles. Apesar de possuírem alguns dos mesmos artistas da versão para consoles, as faixas em si são diferentes.
| Título                           | Artista                                        | Versão Norte-Americana | Versão Européia |
| -------------------------------- | ---------------------------------------------- | ---------------------- | --------------- |
| "All You Need"                   | Sublime                                        | Sim                    | Não             |
| "A-Punk"                         | Vampire Weekend                                | Sim                    | Não             |
| "Believe"                        | The All-American Rejects                       | Sim                    | Não             |
| "Boots of Chinese Plastic"       | The Pretenders                                 | Sim                    | Não             |
| "Call Me When You're Sober"      | Evanescence                                    | Sim                    | Sim             |
| "Club Foot"                      | Kasabian                                       | Não                    | Sim             |
| "Crazy Little Thing Called Love" | Queen                                          | Sim                    | Não             |
| "Everything About You"           | Ugly Kid Joe                                   | Sim                    | Sim             |
| "Excuse Me Mr."                  | No Doubt                                       | Sim                    | Sim             |
| "Fascination"                    | Alphabeat                                      | Não                    | Sim             |
| "Feel Good Inc."                 | Gorillaz                                       | Não                    | Sim             |
| "First Date"                     | Blink-182                                      | Sim                    | Sim             |
| "Fly Away"                       | Lenny Kravitz                                  | Não                    | Sim             |
| "Get Free"                       | The Vines                                      | Sim                    | Não             |
| "Girlfriend"                     | Avril Lavigne                                  | Sim                    | Sim             |
| "Golden Touch"                   | Razorlight                                     | Não                    | Sim             |
| "Grace Kelly"                    | Mika                                           | Não                    | Sim             |
| "Hungry Like the Wolf"           | Duran Duran                                    | Sim                    | Não             |
| "I Predict a Riot"               | Kaiser Chiefs                                  | Sim                    | Sim             |
| "In Too Deep"                    | Sum 41                                         | Sim                    | Não             |
| "Let's Get It Started"           | The Black Eyed Peas                            | Sim                    | Sim             |
| "Lump"                           | The Presidents of the United States of America | Sim                    | Não             |
| "Manhattan"                      | Kings of Leon                                  | Sim                    | Sim             |
| "Monkey Wrench"                  | Foo Fighters                                   | Sim                    | Sim             |
| "Munich"                         | Editors                                        | Não                    | Sim             |
| "My Favourite Game"              | The Cardigans                                  | Não                    | Sim             |
| "No One Knows"                   | Queens of the Stone Age                        | Sim                    | Sim             |
| "Our Truth"                      | Lacuna Coil                                    | Sim                    | Não             |
| "She Will Be Loved"              | Maroon 5                                       | Não                    | Sim             |
| "So What"                        | Pink                                           | Sim                    | Sim             |
| "Song 2"                         | Blur                                           | Não                    | Sim             |
| "Spaceman"                       | The Killers                                    | Sim                    | Sim             |
| "Suddenly I See"                 | KT Tunstall                                    | Sim                    | Sim             |
| "Take What You Take"             | Lily Allen                                     | Não                    | Sim             |
| "The Age of the Understatement"  | The Last Shadow Puppets                        | Não                    | Sim             |
| "The Great Escape"               | Boys Like Girls                                | Sim                    | Não             |
| "Thnks fr th Mmrs"               | Fall Out Boy                                   | Sim                    | Sim             |
| "Tripping"                       | Robbie Williams                                | Não                    | Sim             |
| "Troublemaker"                   | Weezer                                         | Sim                    | Não             |
| "Two Princes"                    | Spin Doctors                                   | Sim                    | Não             |
| "Under My Thumb" (Live)          | The Rolling Stones                             | Sim                    | Sim             |
| "Wannabe in L.A."                | Eagles of Death Metal                          | Sim                    | Não             |
| "Windows"                        | N.E.R.D                                        | Não                    | Sim             |
| "Yellow"                         | Coldplay                                       | Não                    | Sim             |
| "You Better Pray"                | The Red Jumpsuit Apparatus                     | Sim                    | Não             |